# رئيس وزراء إقليم كردستان العراق
رئيس وزراء كردستان العراق يرأس حكومة إقليم كردستان، وحكومة منطقة كردستان المتمتعة بالحكم الذاتي في العراق. يتم انتخاب الحكومة كجزء من المجلس الوطني الكردستاني.

## 1992-2005
بعد أن أدى انتخابات 1992 في الحزبين الرئيسيين، الحزب الديمقراطي الكردستاني والاتحاد الوطني الكردستاني، كل عقد 50 من أصل 100 مقعدا، قرروا تشكيل حكومة وحدة وطنية (لم تعترف بها حكومة صدام حسين).

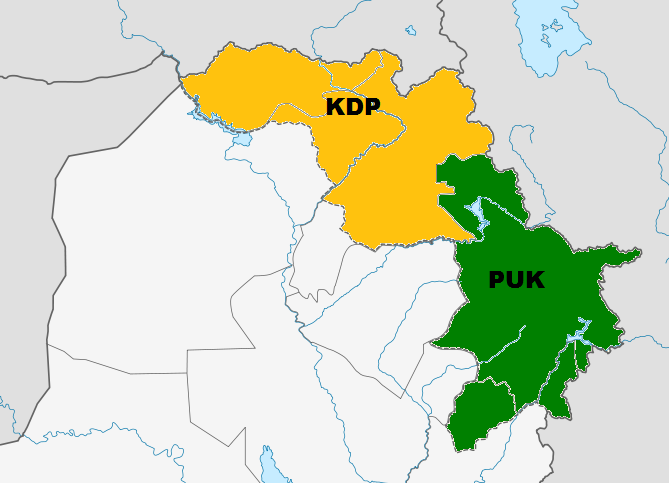
كردستان العراق بعد وقف إطلاق النار عام 1998. المنطقة الخضراء التي يسيطر عليها الاتحاد الوطني الكردستاني، منطقة الصفراء التي يسيطر عليها الحزب الديمقراطي الكردستاني

سرعان ما انهار حكومة الوحدة وفي عام 1994 اندلعت الحرب الأهلية، التي استمرت حتى عام 1998. وأدى ذلك إلى إنشاء حكومتين إقليم كردستان في عام 1996، والحزب الديمقراطي الكردستاني التي تسيطر عليها واحدة في أربيل واحد يسيطر الاتحاد الوطني الكردستاني في السليمانية، كل مع رئيس الوزراء الخاصة بهم.

### الجزء الذي تسيطر عليه الاتحاد الوطني الكردستاني
رئيس وزراء الجزء الذي تسيطر عليه الاتحاد الوطني الكردستاني من كردستان العراق:
| الاسم | الاسم          | صورة | ولد مات، | مكتب دخل      | ترك منصبه     | حزب سياسي                 |
| ----- | -------------- | ---- | -------- | ------------- | ------------- | ------------------------- |
| 1     | فؤاد معصوم     |      | 1938–    | 4 يوليو 1992  | 26 أبريل 1993 | الاتحاد الوطني الكردستاني |
| 2     | كوسرت رسول علي |      | 1952–    | 26 أبريل 1993 | 21 يناير 2001 | الاتحاد الوطني الكردستاني |
| 3     | برهم صالح      |      | 1960–    | 21 يناير 2001 | 4 يوليو 2004  | الاتحاد الوطني الكردستاني |
| 4     | عمر فتاح حسين  |      | 1948–    | 4 يوليو 2004  | 14 يونيو 2005 | الاتحاد الوطني الكردستاني |

### التي تسيطر عليها الحزب الديمقراطي الكردستاني جزءا
رئيس وزراء الجزء الذي تسيطر عليه الحزب الديمقراطي الكردستاني من كردستان العراق:
| الاسم | الاسم            | صورة | ولد مات، | مكتب دخل       | ترك منصبه      | حزب سياسي                   |
| ----- | ---------------- | ---- | -------- | -------------- | -------------- | --------------------------- |
| 1     | روش شاويس        |      | 1947–    | 26 سبتمبر 1996 | 20 ديسمبر 1999 | الحزب الديمقراطي الكردستاني |
| 2     | نيجيرفان بارزاني |      | 1966–    | 20 ديسمبر 1999 | 14 يونيو 2005  | الحزب الديمقراطي الكردستاني |

## 2006-الحاضر
بعد المصالحة بين الحزب الديمقراطي الكردستاني والاتحاد الوطني الكردستاني، وجرت الانتخابات البرلمانية في 30 يناير 2005 وكان قد عقد اتفاقا للسماح للزعيم الحزب الديمقراطي الكردستاني أصبح رئيس الوزراء للفصل الدراسي الأول ورئيس وزراء الاتحاد الوطني الكردستاني ليصبح رئيسا لفترة ثانية، وذلك نيجيرفان أصبح بارزاني رئيس الوزراء. عقد برهم صالح منصب رئيس الوزراء حتى 17 يناير 2012 أفير الذي تخلى عن منصبه لنيجرفان بارزاني إدريس.
رئيس وزراء حكومة إقليم كردستان:
| الاسم | الاسم            | صورة | ولد مات، | مكتب دخل      | ترك منصبه     | حزب سياسي                   |
| ----- | ---------------- | ---- | -------- | ------------- | ------------- | --------------------------- |
| 1     | نيجيرفان بارزاني |      | 1966–    | 1 مارس 2006   | 31 أغسطس 2009 | الحزب الديمقراطي الكردستاني |
| 2     | برهم صالح        |      | 1960–    | 1 سبتمبر 2009 | 17 يناير 2012 | الاتحاد الوطني الكردستاني   |
| 3     | نيجيرفان بارزاني |      | 1966–    | 17 يناير 2012 | 10 يوليو 2019 | الحزب الديمقراطي الكردستاني |
| 4     | مسرور بارزاني    |      | 1969-    | 10 يوليو 2019 | في المنصب     | الحزب الديمقراطي الكردستاني |